# (986) Амелия
(986) Амелия (A922 UA или 1922 MQ)  — астероид из внешних областей пояса астероидов, диаметром около 50 километров. Астероид был открыт 19 октября 1922 года испанским астрономом Хосепом Комасом-и-Сола в обсерватории Фабра в Барселоне.  Период обращения астероида составляет 9.5 часов.  Он был назван в честь же
ны первооткрывателя, Амелии Сола.

## Орбита и классификация
Амелия является несемейным астероидом фоновой популяции главного пояса. Астероид обращается вокруг Солнца на расстоянии 2.5–3.8 а.е., делая один оборот за 5 лет и 6 месяцев (2 024 дня; большая полуось составляет 3,13 а.е.). Его орбита имеет эксцентриситет 0,20 и наклон 15° по отношению к эклиптике.

## Характеристика
Амелия может классифицироваться по спектральному классу как и Т-, так и Л-астероид.

### Период вращения и полюса
В октябре 2000 года была получена кривая блеска Амелии в результате фотометрических наблюдений американского астронома-любителя Роберта А. Коффа в обсерватории Торнтон (713) в Колорадо. Анализ кривой блеска дал четко определенный период вращения 9,52±0,01 часа с амплитудой яркости 0,43±0,03 звездной величины. В декабре 2006 года астрономы Раймонд Понси, Энрик Форне, Хироми Хаманова, Хироко Хаманова и Хилари Палларес определили период в 9,517 часов (0,396533 дня).  В 2016 году смоделированные кривые блеска с использованием фотометрических данных из различных источников показали совпадающий сидерический период 9,51856±0,00005 ч и две оси вращения (80,0°, 30,0°) и (282,0°, 30,0°) в эклиптических координатах.

### Диаметр и альбедо
Согласно наблюдениям, проведенным миссией NEOWISE широкоугольного инфракрасного обзорного спутника НАСА, инфракрасного астрономического спутника IRAS и японского спутника Akari, Амелия имеет диаметр 48,677±0,159, 50,94±1,2 и 52,30±0,78 километра, а ее поверхность имеет альбедо 0,218± 0,024, 0,1183±0,006 и 0,113±0,004 соответственно.
Покрытие астероида, наблюдавшееся 2 ноября 2006 г., дало наиболее подходящий размер эллипса 51,0 × 51,0 км.  Эти временные наблюдения проводятся, когда астероид проходит перед далекой звездой. Однако качество данных наблюдений не дает точного результата.